# Flanders Ladies Classic-Sofie De Vuyst
La Flanders Ladies Classic-Sofie De Vuyst est une course cycliste féminine belge à Steenhuize-Wijnhuize. Elle porte le nom de la cycliste professionnelle belge Sofie De Vuyst, originaire des environs. Créée en 2018, elle intègre le calendrier de l'Union cycliste internationale en catégorie 1.2.  

## Palmarès
| Année | Vainqueur          | Deuxième         | Troisième        |                  |
| ----- | ------------------ | ---------------- | ---------------- | ---------------- |
| 2018  | Séverine Eraud     | Fien Delbaere    | Lorena Wiebes    |                  |
| 2019  | Julie Van de Velde | Sofie De Vuyst   | Lonneke Uneken   |                  |
| 2020  | annulé/abandonné   | annulé/abandonné | annulé/abandonné | annulé/abandonné |
| 2021  | annulé/abandonné   | annulé/abandonné | annulé/abandonné | annulé/abandonné |